# فرجينيا مايهيو
فرجينيا مايهيو (بالإنجليزية: Virginia Mayhew)‏ هي عازفة ساكسفون وملحنة أمريكية، ولدت في 14 مايو 1959 في سان فرانسيسكو في الولايات المتحدة.

## وصلات خارجية
- الموقع الرسمي
- فرجينيا مايهيو على موقع ميوزك برينز (الإنجليزية)
- فرجينيا مايهيو على موقع أول ميوزيك (الإنجليزية)
- فرجينيا مايهيو على موقع ديسكوغز (الإنجليزية)